# Студенок (заказник)
Студено́к — ентомологічний заказник місцевого значення в Україні. Об'єкт розташований на території Чугуївського району Харківської області, біля села Студенок. 
Площа — 4,9 га. Статус присвоєно згідно з рішенням облвиконкому від 03.12.1984 року № 562. Перебуває у віданні: СВК «Іванівський лан». 
Статус присвоєно для збереження місця оселення степових угруповань комах. Серед запилювачів люцерни переважають земляні форми поодиноких бджолиних (рофіти, мелітти, мелітурги, евцери). Трапляються деякі рідкісні степові види, що занесені до Червоної книги України та списку рідкісних видів Харківської області (рофітоїдес сірий, мелітурга булавовуса, сколія степова, богомол звичайний, коник-севчук, махаон).

## Галерея

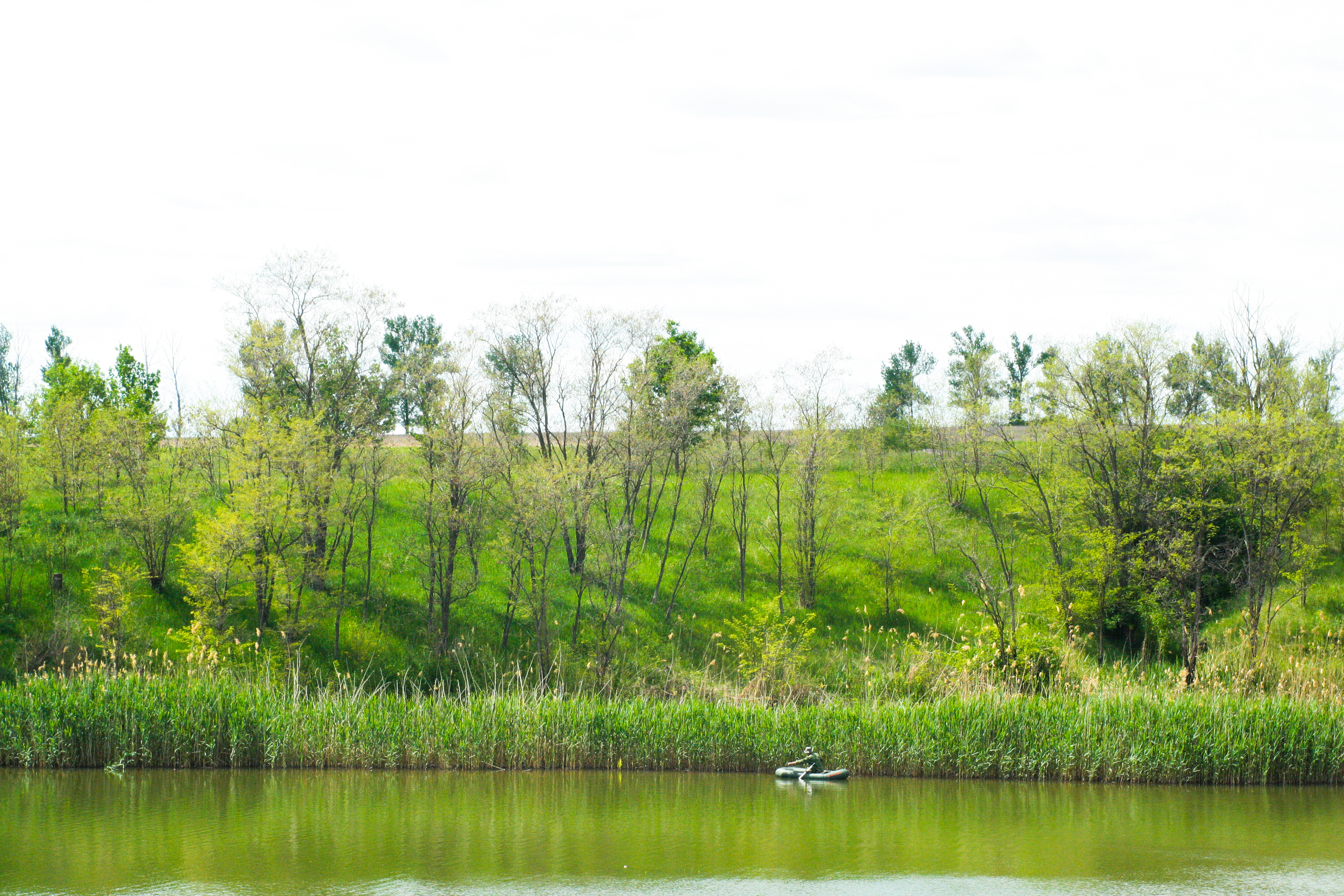
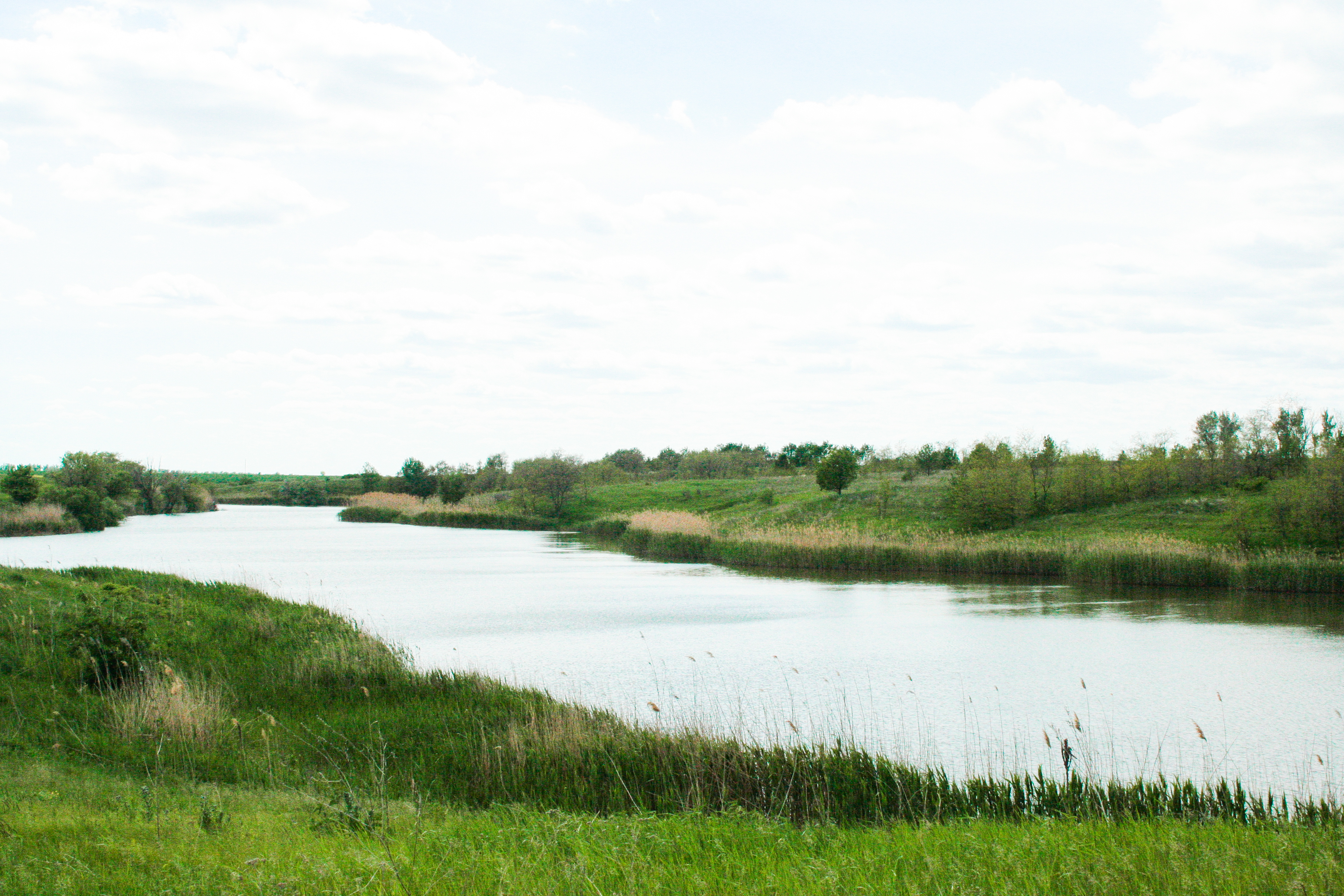
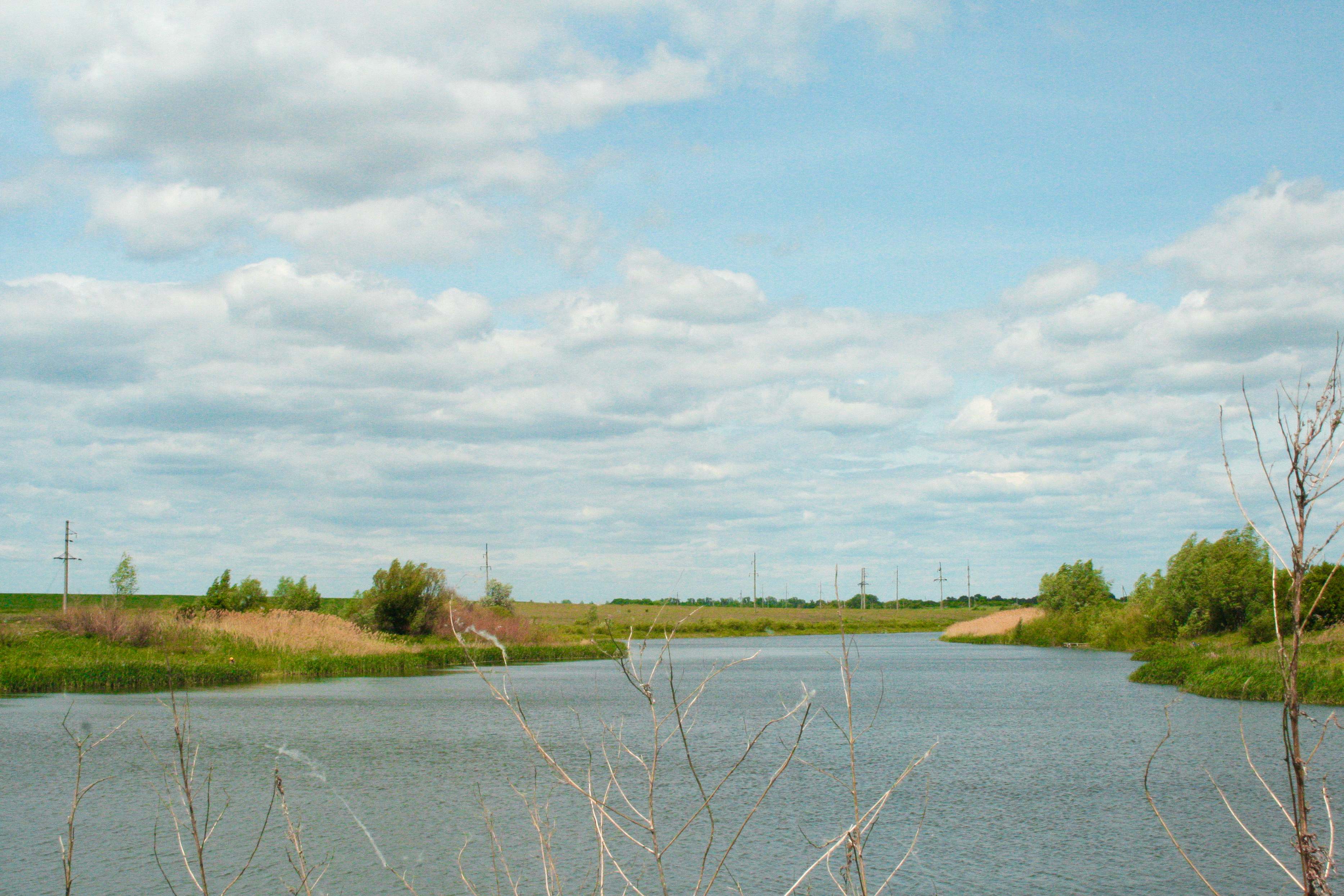